# Алан А'Курт
Алан А'Курт (англ. Alan A'Court, 30 вересня 1934, Рейнгіл — 14 грудня 2009, Нантвіч) — англійський футболіст, що грав на позиції флангового півзахисника та нападника. По завершенні ігрової кар'єри — тренер.
Виступав, зокрема, за клуб «Ліверпуль», а також національну збірну Англії.

## Клубна кар'єра
Народився 30 вересня 1934 року в місті Рейнгіл в Мерсісайді неподалік від Ліверпуля. У футбол почав грати за аматорський клуб «Прескот Кейблз» перш, ніж його помітив менеджер «Ліверпуля» Дон Велш, який у вересні 1952 року, випередивши «Болтон» і «Евертон», підписав Алана до складу «червоних». Дебют А'Курта відбувся 7 лютого 1953 року в гостьовому поєдинку проти «Мідлсбро». У цій грі його нова команда змогла взяти всі два очки, обігравши господарів з рахунком (3:2). Місяць по тому Алан забив свій перший гол за «Ліверпуль» — 14 березня на «Енфілді» з рахунком (2:0) був обіграний «Сандерленд».
У наступному сезоні А'Курт зіграв за «Ліверпуль» у 16 матчах, проте не зміг допомогти «червоним» уникнути вильоту у Другий дивізіон. У перший же сезон, проведений клубом у другому ешелоні англійської першості, А'Курт закріпився в основному складі, зігравши 33 матчі в лізі і Кубку. Він залишався вірним клубу навіть незважаючи на те, що «Ліверпуль» ніяк не міг повернутися в Перший дивізіон. Свій двохсотий матч за клуб А'Курт провів, коли йому було всього 24 роки і 89 днів, ставши таким чином наймолодшим гравцем в історії «Ліверпуля», який досяг цієї позначки. Це його досягнення і донині не підкорилося нікому.
Його вірність «Ліверпулю» принесла свої плоди, коли в 1962 році клуб під керівництвом легендарного Білла Шенклі виграв першість другого дивізіону, випередивши на 8 очок «Лейтон Орієнт», що посів друге місце (при тому, що тоді давали тільки по два очки за кожну перемогу), і повернувся в еліту. У перший сезон після повернення в Перший дивізіон Алан зіграв 23 матчі за «Ліверпуль» і допоміг йому зайняти восьме місце.
Через велику кількість травм Алан пропустив увесь сезон 1963/64, в якому «Ліверпуль» став чемпіоном Англії. Це змусило Шенклі підписати з «Престона» Пітера Томпсона, а Алану А'Курту, який провів всю свою кар'єру в «Ліверпулі», дозволили шукати собі новий клуб. Останнім матчем Алана за «червоних» став історичний поєдинок проти ісландського клубу «КР Рейк'явік» — ця гра була для «червоних» першим домашнім матчем в єврокубках, і «Ліверпуль» виграв його з рахунком (6:1).
У жовтні 1964 року Алан приєднався до клубу «Транмер Роверз», що грав у Четвертому дивізіоні. Сума трансферу склала чотири з половиною тисячі фунтів. Пізніше А'Курт був граючим тренером «Норвіч Сіті».

## Виступи за збірну
Хоча А'Курт і виступав за клуб з другого дивізіону, своєю грою футболіст привернув увагу головного тренера національної збірної Англії Волтера Вінтерботтома, який шукав гравця, здатного замінити травмованого Тома Фінні. Вінтерботтом надав шанс молодому лівому вінгеру, який дебютував у матчі домашнього чемпіонату Великої Британії проти збірної Північної Ірландії на «Вемблі». Гол, забитий А'Куртом, не допоміг англійцям уникнути поразки на своєму полі з рахунком 2:3, проте Алан отримав запрошення взяти участь в чемпіонаті світу, який в 1958 році відбувся в Швеції. Він провів за збірну три з чотирьох матчів на цьому турнірі, зігравши внічию з бразильцями (0:0) і австрійцями (2:2) і програвши в матчі-переграванні збірній СРСР (0:1), через що Англія не вийшла з групи.
Після «мундіалю» Алан зіграв за збірну ще лише один матч, 26 листопада 1958 року проти збірної Уельсу в рамках Домашнього чемпіонату. Всього протягом кар'єри у національній команді, яка тривала 2 роки, провів у її формі 5 матчів, забивши 1 гол.

## Кар'єра тренера
Алан А'Курт встиг попрацювати на різних тренерських постах по всьому світу, в тому числі в Замбії і Новій Зеландії, був асистентом головного тренера в «Сток Сіті» і деякий час навіть керував цією командою після звільнення попереднього менеджера Джорджа Істгема у січні 1978 року. Після цього він працював асистентом головного тренера в клубі «Кру Александра».
Остаточно завершивши спортивну кар'єру, Алан тримав тютюнову і газетну лавки на кордоні Бебінгтона і Біркенгеда в Мерсісайді.
Помер 14 грудня 2009 року на 76-му році життя у місті Нантвіч від раку 14 грудня 2009 року. У нього залишилась дружина Алма, син Стівен та дочка Сара.

## Статистика виступів

### Клубна
| Клуб             | Сезон   | Чемпіонат          | Чемпіонат | Чемпіонат | Кубок | Кубок | Кубок ліги | Кубок ліги | Єврокубки | Єврокубки | Всього | Всього |
| Клуб             | Сезон   | Дивізіон           | Ігор      | Голів     | Ігор  | Голів | Ігор       | Голів      | Ігор      | Голів     | Ігор   | Голів  |
| ---------------- | ------- | ------------------ | --------- | --------- | ----- | ----- | ---------- | ---------- | --------- | --------- | ------ | ------ |
| Ліверпуль        | 1952–53 | Перший дивізіон    | 12        | 2         | 0     | 0     | 0          | 0          | –         | –         | 12     | 0      |
| Ліверпуль        | 1953–54 | Перший дивізіон    | 16        | 3         | 0     | 0     | 0          | 0          | –         | –         | 16     | 3      |
| Ліверпуль        | 1954–55 | Другий дивізіон    | 30        | 2         | 3     | 1     | 0          | 0          | –         | –         | 33     | 3      |
| Ліверпуль        | 1955–56 | Другий дивізіон    | 40        | 6         | 5     | 0     | 0          | 0          | –         | –         | 45     | 6      |
| Ліверпуль        | 1956–57 | Другий дивізіон    | 38        | 10        | 1     | 0     | 0          | 0          | –         | –         | 39     | 10     |
| Ліверпуль        | 1957–58 | Другий дивізіон    | 39        | 6         | 5     | 0     | 0          | 0          | –         | –         | 44     | 6      |
| Ліверпуль        | 1958–59 | Другий дивізіон    | 39        | 7         | 1     | 0     | 0          | 0          | –         | –         | 40     | 7      |
| Ліверпуль        | 1959–60 | Другий дивізіон    | 42        | 8         | 2     | 0     | 0          | 0          | –         | –         | 44     | 8      |
| Ліверпуль        | 1960–61 | Другий дивізіон    | 33        | 7         | 2     | 0     | 2          | 0          | –         | –         | 37     | 7      |
| Ліверпуль        | 1961–62 | Другий дивізіон    | 42        | 8         | 5     | 1     | 0          | 0          | –         | –         | 47     | 9      |
| Ліверпуль        | 1962–63 | Перший дивізіон    | 23        | 2         | 0     | 0     | 0          | 0          | –         | –         | 23     | 2      |
| Ліверпуль        | 1963–64 | Перший дивізіон    | 0         | 0         | 0     | 0     | 0          | 0          | –         | –         | 0      | 0      |
| Ліверпуль        | 1964–65 | Перший дивізіон    | 0         | 0         | 0     | 0     | 0          | 0          | 1         | 0         | 1      | 0      |
| Ліверпуль        | Всього  | Всього             | 354       | 61        | 6     | 2     | 2          | 0          | 1         | 0         | 363    | 63     |
| «Транмер Роверз» | 1964–65 | Четвертий дивізіон | 24        | 4         | 2     | 0     | 0          | 0          | –         | –         | 26     | 4      |
| «Транмер Роверз» | 1965–66 | Fourth Division    | 26        | 7         | 1     | 0     | 1          | 0          | –         | –         | 28     | 7      |
| «Транмер Роверз» | Всього  | Всього             | 50        | 11        | 3     | 0     | 1          | 0          | 0         | 0         | 54     | 11     |
| Загалом          | Загалом | Загалом            | 404       | 72        | 27    | 2     | 3          | 0          | 1         | 0         | 435    | 74     |

### Статистика виступів за збірну
| Дата       | Місто     | Господарі | Результат | Гості             | Турнір                              | Голи | Примітки |
| ---------- | --------- | --------- | --------- | ----------------- | ----------------------------------- | ---- | -------- |
| 6-11-1957  | Лондон    | Англія    | 2 – 3     | Північна Ірландія | Домашній чемпіонат Великої Британії | 1    |          |
| 11-6-1958  | Гетеборг  | Бразилія  | 0 – 0     | Англія            | ЧС 1958 - 1-й етап                  | -    |          |
| 15-6-1958  | Бурос     | Англія    | 2 – 2     | Австрія           | ЧС 1958 - 1-й етап                  | -    |          |
| 17-6-1958  | Гетеборг  | СРСР      | 1 – 0     | Англія            | ЧС 1958 - перегравання              | -    |          |
| 26-11-1958 | Бірмінгем | Англія    | 2 – 2     | Уельс             | Домашній чемпіонат Великої Британії | -    |          |
| Усього     |           | Матчів    | 5         |                   | Голів                               | 1    |          |

## Титули і досягнення
- Чемпіон Англії (1):

«Ліверпуль»: 1963–64